# Aliabad-e Dawarabad
Aliabad-e Dawarabad (pers. علي ابادداوراباد) – wieś w Iranie, w ostanie Chorasan Południowy. W 2006 roku liczyła 199 mieszkańców w 53 rodzinach.